# HD 49968
HD 49968，又名BD+23 1518，SAO 78816、HR 2533，是一颗恒星，视星等为5.65，位于銀經191.74，銀緯10.64，其B1900.0坐标为赤經6h 45m 55.7s，赤緯+23° 10.64′ 12″。